# Apeadeiro de Frechas

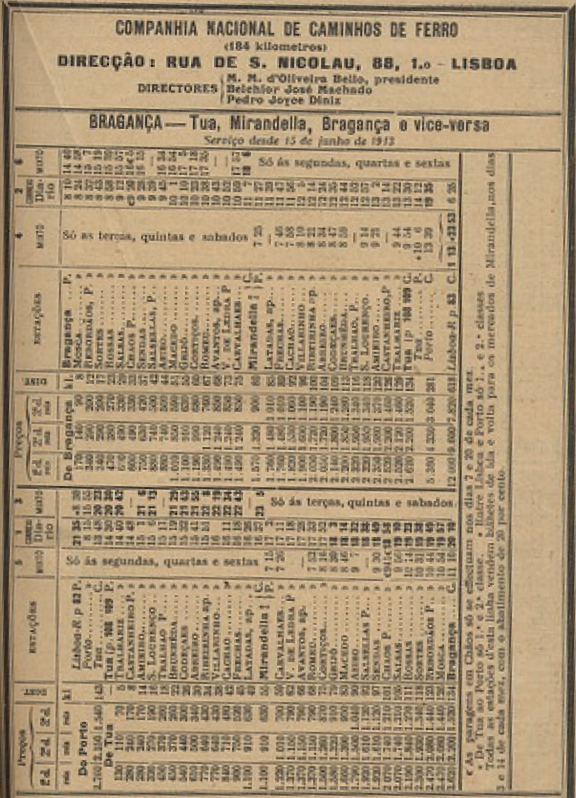
Horario da Linha do Tua em 1913, onde Frechas surge com a categoria de estação.

O Apeadeiro de Frechas é uma gare da Linha do Tua, que serve a aldeia de Frechas, no concelho de Mirandela, em Portugal. Tem acesso pela EN213.[carece de fontes?]

## História
Este apeadeiro situa-se no lanço da Linha do Tua entre as estações de Tua e Mirandela, que abriu à exploração em 29 de Setembro de 1887.
Em 1935, a Companhia Nacional de Caminhos de Ferro instalou uma via de resguardo e construiu um anexo para os lavabos no edifício de passageiros em Frechas, que se situava do lado sudeste da via (lado direito do sentido ascendente, a Bragança).
Em 1946, a Companhia Nacional foi integrada na Companhia dos Caminhos de Ferro Portugueses, que começou a explorar as antigas linhas daquela empresa em 1 de Janeiro de 1947.
Apesar de antes do seu encerramento Frechas ter categoria de apeadeiro, confirma-se que anteriormente, até pelo menos 1985, teve categoria de estação.

A 14 de dezembro de 2018 os serviços feroviários do Metro de Mirandela foram suspensos.
| Urban head station |

| Urban station on track |

| Urban stop on track |

| Urban stop on track |

| Urban stop on track |

| Urban station on track |

| Urban end station, unused through track |

| Unknown route-map component "uexHST" |

| Unknown route-map component "uexHST" |

| Unknown route-map component "exSTR_steel" + Unknown route-map component "uexKBHFe" |

| Unknown route-map component "exBHF_steel" |

| Unknown route-map component "exHST_steel" |

| Unknown route-map component "exBHF_steel" |

| Unknown route-map component "exHST_steel" |

| Unknown route-map component "exBHF_steel" |

| Unknown route-map component "exHST_steel" |

| Unknown route-map component "exHST_steel" |

| Unknown route-map component "exBHF_steel" |

| Unknown route-map component "exHST_steel" |

| Unknown route-map component "exHST_steel" |

| Unknown route-map component "exKBHFe_steel" |

| Unknown route-map component "ex-STRq_steel" |

| Legenda:       |
| 2001-2008 (MM) |

| Unknown route-map component "uxvSTRq" |

| 2001-2018 (MM) |
| 1995-2018 (MM) |

| Urban head station |

| Urban station on track |

| Urban stop on track |

| Urban stop on track |

| Urban stop on track |

| Urban station on track |

| Urban end station, unused through track |

| Unknown route-map component "uexHST" |

| Unknown route-map component "uexHST" |

| Unknown route-map component "exSTR_steel" + Unknown route-map component "uexKBHFe" |

| Unknown route-map component "exBHF_steel" |

| Unknown route-map component "exHST_steel" |

| Unknown route-map component "exBHF_steel" |

| Unknown route-map component "exHST_steel" |

| Unknown route-map component "exBHF_steel" |

| Unknown route-map component "exHST_steel" |

| Unknown route-map component "exHST_steel" |

| Unknown route-map component "exBHF_steel" |

| Unknown route-map component "exHST_steel" |

| Unknown route-map component "exHST_steel" |

| Unknown route-map component "exKBHFe_steel" |

| Unknown route-map component "ex-STRq_steel" |

| Legenda:       |
| 2001-2008 (MM) |

| Unknown route-map component "uxvSTRq" |

| 2001-2018 (MM) |
| 1995-2018 (MM) |

| Urban head station |

| Urban station on track |

| Urban stop on track |

| Urban stop on track |

| Urban stop on track |

| Urban station on track |

| Urban end station, unused through track |

| Unknown route-map component "uexHST" |

| Unknown route-map component "uexHST" |

| Unknown route-map component "exSTR_steel" + Unknown route-map component "uexKBHFe" |

| Unknown route-map component "exBHF_steel" |

| Unknown route-map component "exHST_steel" |

| Unknown route-map component "exBHF_steel" |

| Unknown route-map component "exHST_steel" |

| Unknown route-map component "exBHF_steel" |

| Unknown route-map component "exHST_steel" |

| Unknown route-map component "exHST_steel" |

| Unknown route-map component "exBHF_steel" |

| Unknown route-map component "exHST_steel" |

| Unknown route-map component "exHST_steel" |

| Unknown route-map component "exKBHFe_steel" |

| Unknown route-map component "ex-STRq_steel" |

| Legenda:       |
| 2001-2008 (MM) |

| Unknown route-map component "uxvSTRq" |

| 2001-2018 (MM) |
| 1995-2018 (MM) |

| Urban head station |

| Urban station on track |

| Urban stop on track |

| Urban stop on track |

| Urban stop on track |

| Urban station on track |

| Urban end station, unused through track |

| Unknown route-map component "uexHST" |

| Unknown route-map component "uexHST" |

| Unknown route-map component "exSTR_steel" + Unknown route-map component "uexKBHFe" |

| Unknown route-map component "exBHF_steel" |

| Unknown route-map component "exHST_steel" |

| Unknown route-map component "exBHF_steel" |

| Unknown route-map component "exHST_steel" |

| Unknown route-map component "exBHF_steel" |

| Unknown route-map component "exHST_steel" |

| Unknown route-map component "exHST_steel" |

| Unknown route-map component "exBHF_steel" |

| Unknown route-map component "exHST_steel" |

| Unknown route-map component "exHST_steel" |

| Unknown route-map component "exKBHFe_steel" |

| Unknown route-map component "ex-STRq_steel" |

| Legenda:       |
| 2001-2008 (MM) |

| Unknown route-map component "uxvSTRq" |

| 2001-2018 (MM) |
| 1995-2018 (MM) |